# Городнянський історико–краєзнавчий музей
Городнянський історико–краєзнавчий музей — відкритий у 2008 році у Городні.
Фонди музею нараховують понад 5 000 одиниць збереження.
Музей знаходиться в історичній будівлі колишнього городнянського промисловця Миколи Писарєва. 
Приміщення музею складається з п’яті залів (відділів), які розповідають відвідувачам про історію, культуру, побут Городнянщини.